# 縄張はもらった
『縄張はもらった』（しまはもらった）1968年10月5日に公開された日本の映画である。監督は長谷部安春。主演は小林旭。日活制作。

## 概要
新興都市の土地買収に絡んだ抗争を描くやくざ映画である。

## キャスト
- 寒河江次郎：小林旭
- 日野：宍戸錠
- 箱崎 ： 二谷英明
- 鳴瀬 ： 川地民夫
- 早船佐衛子： 太田雅子
- ジョージ ： 岡崎二朗
- 北方昌也 ： 葉山良二
- 磯部 ： 高品格
- 中津 ： 郷鍈治
- 新庄三郎 ： 藤竜也
- 宗塚 ： 深江章喜
- 狭間徳治 ： 戸上城太郎
- 青葉会組員 ： 野呂圭介
- 池上源蔵 ： 加原武門
- 井岡 ： 長弘
- 早船信作 ： 河上喜史朗
- 早地 ： 弘松三郎
- 遠野十造： 雪丘恵介
- 株式会社東日機械東京本社新任部長： 鴨田喜由
- 賭場の客 ： 二木草之助
- 狭間組幹部： 柴田新三
- 飯塚 ： 大浜詩郎
- 江村： 荒井岩衛
- 津島：河野弘
- 早船松江： 原恵子
- 看護婦： 重盛輝江
- アキ子： 佐藤サト子
- 賭場の客： 秋とも子
- 朝子： 久本有紀
- 遠野の妻：佐川明子
- 狭間組幹部： 高橋明
- 狭間組組員： 晴海勇三
- 青葉会組員： 瀬山孝司
- 狭 遠野一家子分：桂小かん
- 新任部長の秘書： 平塚仁郎
- 狭間組組員： 沢美鶴、中平哲仟、水川国也
- 青葉会組員：有村道宏
- 遠野一家子分：溝口拳
- 狭間組組員： 式田賢一
- 青葉会組員： 矢藤昌宏、北上忠行
- 遠野一家子分： 賀川修嗣
- 所作指導： 笛田直一
- 刺青：河野弘
- 技斗：高瀬将敏

## スタッフ
- 監督 - 長谷部安春
- 脚本 - 石松愛弘、久保田圭司
- 企画 - 仲川哲朗
- 撮影 - 上田宗男
- 照明 - 森年男
- 美術 - 佐谷晃能
- 録音 - 八木多木之助
- 編集 - 丹治睦夫
- 音楽 - 鏑木創
- 助監督 - 近藤幸彦
- 色彩計測 - 永塚各一郎
- 現像 - 東洋現像所
- 製作担当者 - 岡田康房

## 併映作品
- 『東シナ海』

## 映像ソフト
- 日本国内では1987年8月25日に日活からビデオソフト（VHS）が発売されたが現在廃盤となっており、DVDは未発売。国外では2015年に北アメリカ・イギリス地域にてARROW FILM社からHDマスターによるBlu-ray DiscとDVDのコンボセットが発売されている。